# Islamabad
Islamabad (en ourdou : اسلام آباد, Islāmābād, litt. « ville de l'Islam ») est la capitale du Pakistan. Située dans le nord du pays, à proximité de la frontière avec l'Inde, elle se trouve dans le Territoire fédéral d'Islamabad et jouxte la ville de Rawalpindi. En 2023, sa population s'établit à 1,1 million d'habitants, ce qui en fait la dixième ville pakistanaise. Devenue en 1967 la capitale du pays, au détriment de Rawalpindi, Islamabad en constitue le cœur administratif et politique : elle accueille l'Aiwan-e-Sadr (en) (la résidence présidentielle), le siège du gouvernement et le Parlement national. La mosquée Faisal est, en outre, l'une des plus grandes mosquées au monde, avec une capacité de plus de 74 000 fidèles.
Choisie en 1959 pour devenir la nouvelle capitale pakistanaise à la place de Karachi, jugée trop au sud du pays, Islamabad est construite ex nihilo de 1961 au milieu des années 1970. Ville nouvelle, elle connaît une croissance démographique très rapide, passant de 200 000 habitants en 1981 à plus de 500 000 en 1998. Au cours des années 2000, Islamabad est touchée par plusieurs attentats terroristes islamistes, comme l'assaut de la Mosquée rouge en 2007, les attentats à l'ambassade danoise en juin 2008 (en) et à l'hôtel Marriott en septembre 2008.
Islamabad se trouve au nord du plateau Pothohar, au pied des collines de Margalla (en). Elle se trouve au nord de la province du Pendjab, à cinquante kilomètres du Cachemire pakistanais. Les grandes villes les plus proches sont Lahore, au sud-ouest, et Peshawar, à l'ouest. La population est très majoritairement musulmane et de langue pendjabi pour la moitié, mais on y trouve une importante minorité pachtoune. Fréquemment considérée comme la ville la plus développée du pays, elle comprend seize universités, dont les plus importantes en nombre d'étudiants, comme l'université Quaid-i-Azam ou l'université ouverte Allama Iqbal et ses 1,3 million d'étudiants.

## Histoire

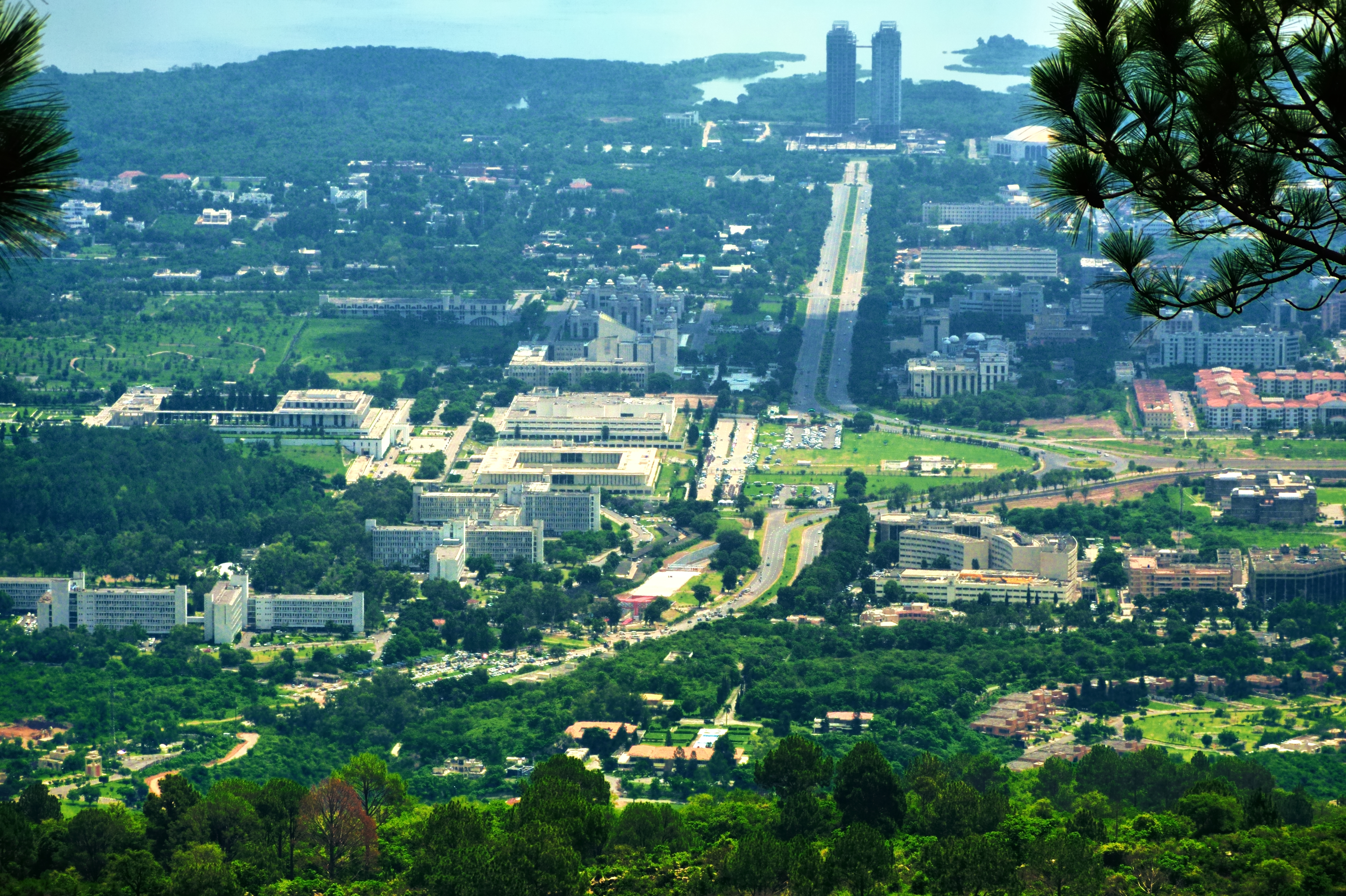
Avenue de la Constitution.

Après l'indépendance du Pakistan en 1947, Karachi devint la capitale du pays. Néanmoins, il fut décidé par la suite de créer une nouvelle capitale, qui soit plus aisément accessible de toutes les parties du pays et qui permette de rééquilibrer un Pakistan alors centré sur la ville de Karachi située à l'extrême sud du pays. Une commission fut formée en 1958 à cette fin. Son rôle était de déterminer le lieu de cette nouvelle capitale, en prenant en compte diverses considérations (possibilités de défense, beauté du site, climat…). En 1959, le site d'Islamabad, au nord-est de Rawalpindi fut choisi pour remplacer Karachi comme capitale du pays.
Un groupe d'urbanistes (Doxiadis Associates), chargé de la création de la nouvelle ville, élabora un plan basé sur une grille qui intégrait également Rawalpindi ; à long terme, il était prévu qu'Islamabad finisse par ceinturer et intégrer Rawalpindi géographiquement mais également administrativement. Si les deux villes se jouxtent et se développent bien de concert actuellement (l'administration locale les appelle les « cités jumelles »), en revanche, l'assimilation administrative n'a jamais eu lieu et Rawalpindi continue à être intégré à la province du Pendjab et non au Territoire fédéral d'Islamabad. Par ailleurs, le plan initial n'a jamais été appliqué à Rawalpindi.
La construction commença en 1961. En 1967, Islamabad devint capitale officielle. Les travaux furent achevés dans le courant des années 1970.
Depuis sa création, la ville a connu une croissance très rapide, avec par exemple une croissance annuelle de 5,76 % entre 1981 et 1998 (la population a alors crû de 204 364 habitants à 529 180 habitants).
La ville a été marquée par des attaques islamistes liées à l'insurrection islamiste au Pakistan : assaut de la Mosquée rouge en 2007, attentats à l'ambassade danoise en juin 2008 et à l'hôtel Mariott en septembre 2008.
Le centre culturel de l'amitié sino-pakistanaise, offert par la Chine, a été inauguré en grande pompe fin 2010, dans la banlieue d'Islamabad. Le gouvernement n'investissant pas dans la culture, le bâtiment n'est qu'une coquille vide, gérée par l'armée.

## Géographie

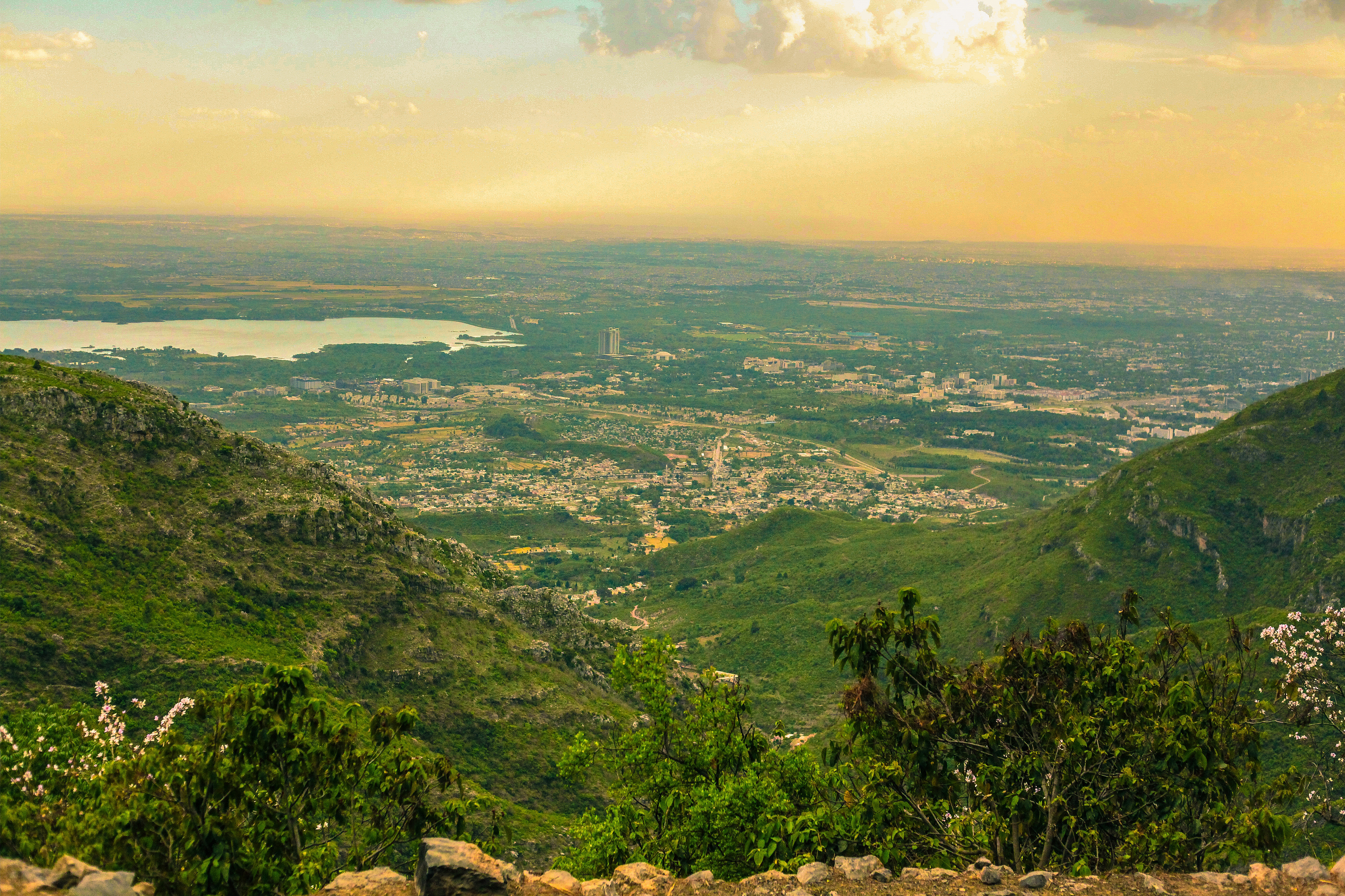
Vue des collines de Margalla.

Islamabad est situé au nord du plateau du Pothohar, au pied des collines de Margalla, dans le Territoire fédéral d'Islamabad (en rouge sur la carte ci-contre).
La ville s'élève à environ 507 mètres. Islamabad et l'ancienne cité de Rawalpindi se situent côte à côte.
La ville est située au nord du Pendjab (les autres villes de la province comme Lahore et Faisalabad se situent à environ 300 km respectivement au sud-est et au sud), à la limite de la Province de la Frontière du Nord-Ouest qui se situe au nord et à l'ouest de la ville (Peshawar est à environ 150 km à l'ouest).
Islamabad se situe également à environ 50 km à l'ouest de la frontière avec le Cachemire pakistanais.

### Climat
Le climat d'Islamabad est très influencé par le phénomène de la mousson, caractérisée par de fortes précipitations, qui advient de juillet à septembre. La ville bénéficie d'un climat subtropical humide, classé comme Cwa selon la classification de Köppen. Les hivers y sont doux et durent d'octobre à mars. Les mois les plus chauds sont mai, juin et juillet, avec des températures maximales moyennes qui peuvent atteindre 38 °C.
| Mois                              | jan. | fév. | mars | avril | mai | juin | jui. | août | sep. | oct. | nov. | déc. |
| --------------------------------- | ---- | ---- | ---- | ----- | --- | ---- | ---- | ---- | ---- | ---- | ---- | ---- |
| Température minimale moyenne (°C) | 2    | 6    | 10   | 15    | 21  | 25   | 25   | 24   | 21   | 15   | 9    | 3    |
| Température maximale moyenne (°C) | 16   | 19   | 24   | 31    | 37  | 40   | 36   | 34   | 34   | 32   | 28   | 20   |
| Précipitations (mm)               | 64   | 64   | 81   | 42    | 23  | 55   | 233  | 258  | 85   | 21   | 12   | 23   |
| Humidité relative (%)             | 44   | 46   | 37   | 26    | 19  | 23   | 45   | 54   | 44   | 29   | 26   | 39   |

| Diagramme climatique                                  |       |        |        |        |        |         |         |        |        |       |       |
| J                                                     | F     | M      | A      | M      | J      | J       | A       | S      | O      | N     | D     |
| 16264                                                 | 19664 | 241081 | 311542 | 372123 | 402555 | 3625233 | 3424258 | 342185 | 321521 | 28912 | 20323 |
| Moyennes : • Temp. maxi et mini °C • Précipitation mm |       |        |        |        |        |         |         |        |        |       |       |

## Démographie
Selon le recensement de 2023, la population d'Islamabad « seule » (c'est-à-dire sans son aire urbaine qui inclut Rawalpindi) est évaluée à 1 108 872 habitants,,. L'aire urbaine dépasse les six millions d'habitants, en faisant la troisième plus peuplée du pays après Karachi et Lahore.
La ville est l'une des plus cosmopolites du pays, puisqu'on y trouve tous les groupes ethniques, venus s'installer dans la nouvelle ville pour trouver un travail. La langue maternelle de la population d'Islamabad est majoritairement le pendjabi (46 %), suivi par le pachto (23 %), l'ourdou (17 %) et l'hindko (7 %). La population est majoritairement musulmane (94 %). Il y a aussi environ 5,3 % de chrétiens recensés en 2023, soit une communauté d'environ 55 000 fidèles. On y trouve aussi environ un millier d'ahmadis et 600 hindous. Du fait du rôle politique proéminent d'Islamabad, elle abrite beaucoup de diplomates et de population étrangère.

## Urbanisme et édifices remarquables

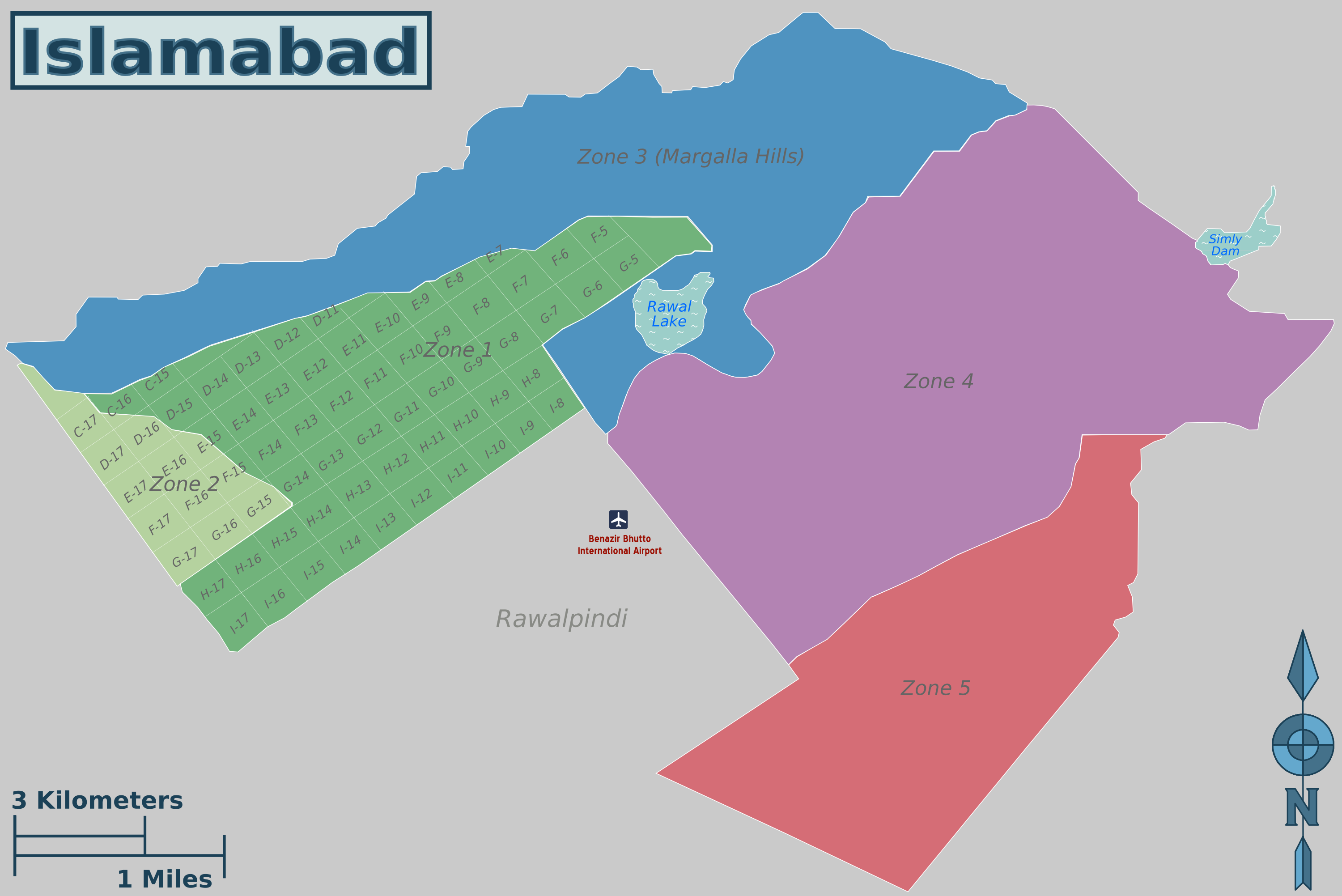
Zones d'Islamabad

La ville d'Islamabad est unique au Pakistan : elle est beaucoup moins dense, abrite beaucoup plus d'espaces verts et est beaucoup plus aérée que les autres villes du pays. Ses routes sont larges et son plan en damier est en cohérence avec le plan initial de la ville. Elle a un aspect moderne.
La ville est organisée en huit types de blocs bien distincts, caractérisés chacun par une activité prédominante (administration, commerce, industries légères, quartiers résidentiels, diplomatiques ou dédiés à l'éducation, zones rurales et vertes).
Le territoire d'Islamabad est divisé en cinq zones : 

La zone I abrite la plus grande partie de la ville aujourd'hui. Elle se divise en secteurs selon une grille en damier, chaque secteur mesurant 2 km sur 2 km. Chaque secteur est lui-même divisé en quatre sous-secteurs qui entourent un centre commercial. Les secteurs sont numérotés de A à I et de 1 à 17, et les sous-secteurs de 1 à 4 (par exemple G7-1). Tous les secteurs ne sont pas développés.

La zone II abrite la périphérie ouest de la ville et est principalement destinée à abriter des quartiers résidentiels.

La zone III abrite les collines de Margalla (le lac Rawal se situe dans cette zone).

Les zones IV et V abritent le parc d'Islamabad ainsi que des zones rurales.
Islamabad compte des édifices remarquables comme le Parlement, dessiné par Edward Durell Stone, la maison du Pakistan, résidence du président et la mosquée Shah Faisal qui est l'une des plus grandes mosquées du monde.
La ville compte un grand nombre d'universités et d'écoles, dont l'université Quaid-i-Azam (1965) qui est l'une des meilleures du pays.

## Économie
Un certain nombre d'entreprises ont leur siège à Islamabad. C'est notamment le cas des entreprises d'État : Société Télé Pakistan, Pakistan Telecommunication Company Ltd (en), Zarai Taraqiati Bank Limited (en). Les grands opérateurs téléphoniques du Pakistan y ont également leur siège social ou local pour les entreprises internationales (Mobilink, Telenor, Ufone (en)...).
Islamabad compte une bourse l'Islamabad Stock Exchange, qui est la troisième du pays après celle de Karachi et de Lahore.

## Politique

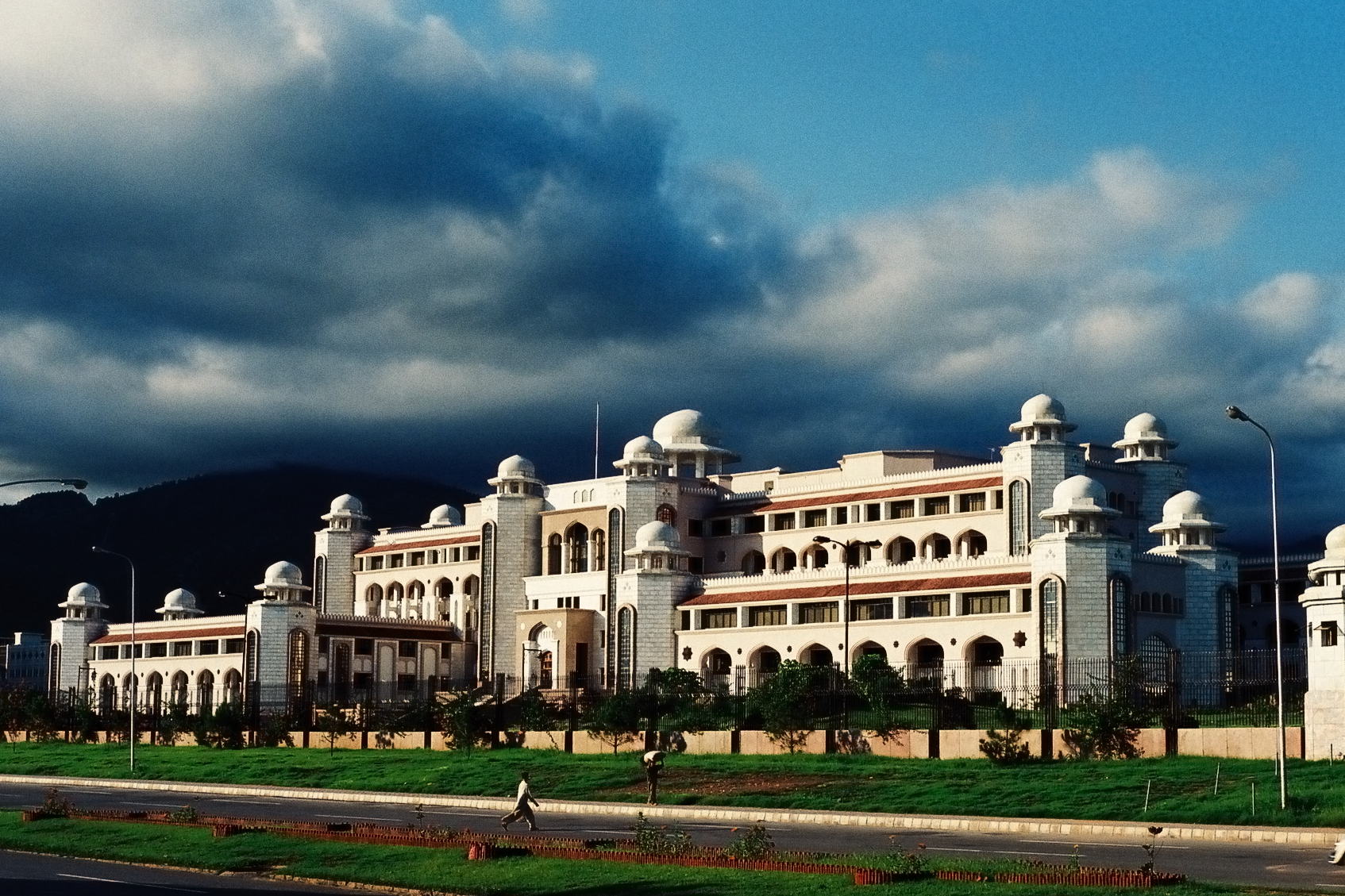
Le secrétariat du Premier ministre.

Créé pour rassembler les musulmans du sous-continent indien, le Pakistan devait bien donner un nom sacré à une ville emblématique, ce fut chose faite en la baptisant Islamabad : « la ville de l'Islam ».
Les islamistes sont actifs jusqu'au centre de la capitale. Ainsi depuis le début de l'année 2007, des tensions très vives se sont cristallisées autour de la Mosquée rouge (ou mosquée Lal).

## Jumelages
- Ankara (Turquie)